# Корин (Јута)
Корин (енгл. Corinne) град је у америчкој савезној држави Јута.

## Демографија
По попису из 2010. године број становника је 685, што је 64 (10,3%) становника више него 2000. године.
| Група             | 2000.       | 2010.       |
| Белци             | 550 (88,6%) | 584 (85,3%) |
| Афроамериканци    | 0 (0,0%)    | 1 (0,1%)    |
| Азијати           | 15 (2,4%)   | 5 (0,7%)    |
| Хиспаноамериканци | 51 (8,2%)   | 75 (10,9%)  |
| Укупно            | 621         | 685         |